# Hachijō (Tokio)
Hachijō (八丈町 Hachijō-machi?) es un pueblo que se encuentra en Tokio, Japón; específicamente en la zona de las islas Izu. 
Según datos del 2010, el pueblo tiene una población estimada de 8.262 habitantes y una densidad de 114 personas por km². El área total es de 72,62 km².
Fue creado como pueblo el 1 de abril de 1955 luego de la fusión de tres villas.
Geográficamente abarca las islas de Hachijōjima al este y la pequeña Hachijōkojima al oeste. Sólo hay población permanente en Hachijōjima.
En la isla principal se ubica el aeropuerto de Hachijōjima y un puerto que la comunican con la zona continental de Tokio.

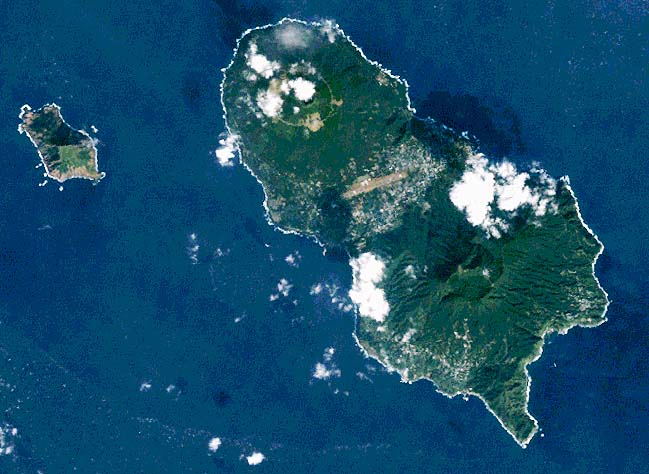
Vista satelital de las islas de Hachijōjima y Hachijōkojima.

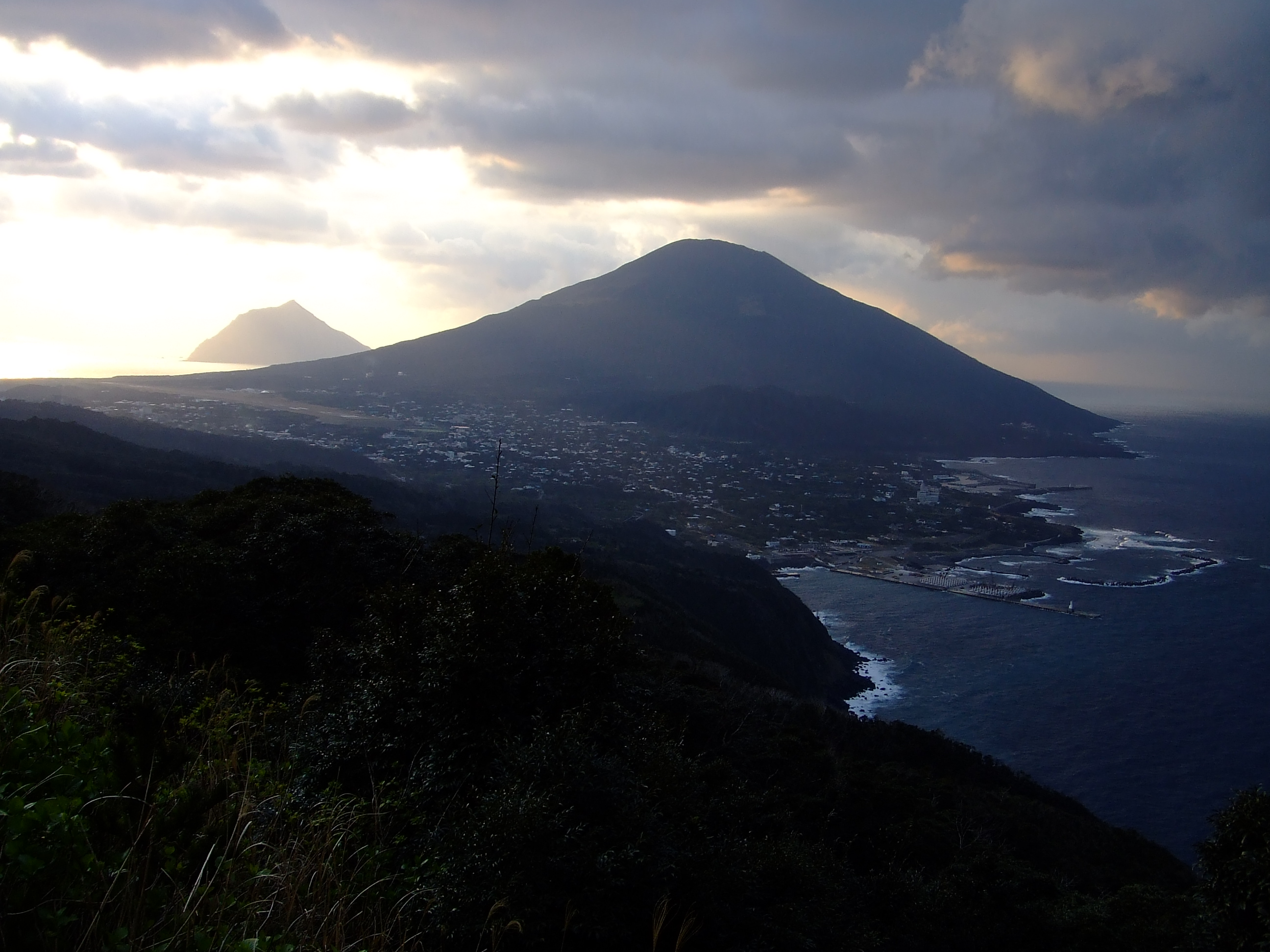
Vista en primer plano de Hachijōjima y al fondo a la izquierda, Hachijōkojima.

## Ciudades hermanadas
- Maui, Hawái, Estados Unidos